# Диалоги о рыбалке
Официальный сайт телеканала: https://dialogi.tv/
Диалоги о рыбалке — первая познавательно-развлекательная программа о рыбалке на российском телевидении. Программа рассказывает о рыбной ловле как одном из видов человеческого досуга. С 17 июля 2017 года — круглосуточный телеканал для любителей рыбной ловли, путешествий и активного отдыха на природе.

## История
Впервые вышла в эфир 13 мая 1999 года на РТР. Первоначально передачу вёл Иван Затевахин, с 2000 по 2004 год — Дмитрий Васюков, а с 2004 года программу стал вести Алексей Лысенков. В нескольких более поздних выпусках студии и ведущего в кадре нет, присутствует только его закадровый голос. Иван Затевахин с самого начала выхода проекта в эфир был одним из соавторов программы и отвечал за ихтиологическую часть.
На РТР последний выпуск «Диалогов о рыбалке» вышел в эфир 29 июня 2002 года. Всего на РТР по его заказу было сделано 129 программ. В начале 2000-х выпуски «Диалогов о рыбалке» также выпускались на видеокассетах, позже на DVD-дисках видеодистрибьютором «ПТФ Сейприс». На видеокассетах программы были скомпонованы по тематике (ужение конкретных видов рыб).
С 2002 года в мае ежегодно проводятся выездные мероприятия передачи в Финляндии. В 2009 году передачей в Финляндии был отпразднован 10-летний юбилей. Программа предполагала открытие летнего рыболовного сезона: разные виды рыбалки, подводную охоту, поездки в города Савонлинна и Куопио, спортивные мероприятия и др.
По информации съёмочной группы программы, за десять лет существования программы во время съёмок было преодолено более 100 тысяч километров, утеряно более 1 килограмма блёсен, сломано не менее десятка удочек, снято около двухсот часов видеоматериалов, а улов превысил одну тонну рыбы. Часть улова была выпущена обратно в водоемы.
С 12 августа 2003 по 2 апреля 2009 года «Диалоги о рыбалке» выходили на 7ТВ. В 2004—2006 годах, из-за финансовых проблем этого канала и отсутствия средств на производство собственных передач или же покупку трансляций, помимо оригинальных выпусков, на канале широко практиковались повторы прошлых выпусков с РТР. Архивные программы транслировались в перемонтированном варианте: все фразы, связанные с показом передачи по РТР, были вырезаны или заменены на короткий вариант заставки. Повторы выпусков передачи 2007—2009 годов, в том числе и под шапкой «Диалоги о рыбалке. Народный проект», транслировались на 7ТВ во второй период его финансовых сложностей, в 2009—2011 годах, когда канал полностью отказался от спортивного вещания. В то же время повторы передачи начали транслироваться на канале «Охота и рыбалка».
С 18 августа 2012 по 24 января 2015 года программа выходила в эфире телеканала «Россия-2». С 3 января 2016 по 1 мая 2017 года трансляция передачи на телевидении была возобновлена на телеканале «Матч ТВ». Впоследствии производство телевизионной версии «Диалогов о рыбалке» было окончательно прекращено в связи с высокой стоимостью продукта и изменением финансовой политики данного телеканала, несмотря на то, что она была самой рейтинговой программой на канале, превышая его средний рейтинг в 2-3 раза. Тем не менее, повторы программы выходили на «Матч ТВ» до 26 ноября 2017 года. В июне 2022 года выпуски телепрограммы повторялись в эфире телеканала «Матч ТВ».

## Телеканал
После закрытия программы его творческий коллектив начал работу над одноимённым телеканалом, вышедшим в эфир в июле 2017 года. Эфир телеканала составляют программы собственного производства ООО «Телекомпания „Диалоги о рыбалке“». Насчитывается более 30 оригинальных телепроектов, рассказывающих о различных видах рыбной ловли, путешествиях по России и миру, кулинарии, обитателях водоемов, воспроизводстве рыбных ресурсов и др. Охват телеканала только в России составляет более 36 млн домохозяйств. Телеканал доступен так же жителям Белоруссии, Казахстана, Армении, ряда европейских стран. Трансляция телеканала ведется в формате высокой четкости (HD).

## Радиоверсия
С 13 сентября 2015 года на радиостанции «Вести ФМ» выходит радиоверсия программы «Диалоги о рыбалке». Ведущие — Гия Саралидзе, Алексей Гусев, Михаил Ерошин. Телеэфиры радиоверсии выходят на телеканале «Диалоги о рыбалке». Ранее, похожая программа выходила с 2000 по 2001 год на «Радио России». С января 2024 года коллектив телеканала "Диалоги о рыбалке" совместно с радио Sputnik выпускают радиопрограмму "Страна рыбаков", ведущие Гия Саралидзе и Михаил Ерошин. 

## Пародии
В марте 2009 года в программе «Большая разница» на Первом канале была показана пародия на эту передачу, где актёр Сергей Бурунов пародировал Ивана Затевахина, а другой сыграл роль опытного рыболова.

## Рубрики
- Обратите внимание
- Было мнение
- Есть мнение
- Есть сомнение

## Участники
В разное время участниками становились:

| - Николай Алексеев - Тамаз Бочоришвили - Алексей Васильев - Дмитрий Васюков - Геннадий Гатилов - Алексей Гусев - Владимир Дорофеев - Виктор Зимаков - Владимир Ким - Борис Кузнецов - Константин Кузьмин - Владимир Купцов | - Александр Курченко - Татьяна Лобачёва - Сергей Лопатин - Леонид Митюшин - Владимир Перепёлкин - Георгий Саралидзе - Людмила Тимофеева - Игорь Травинский - Алексей Цессарский - Дмитрий Чурило - Сергей Чуринов - Николай Шаблий |

## Ведущие
- В выпусках с Иваном Затевахиным виртуальная студия выглядела так: стоит стена в виде изображения логотипа из заставки в полном варианте, где изображены вода и небо. В левом и правом месте студии в кадре дают интервью ихтиолог и рыболовы.
- В первых выпусках с Дмитрием Васюковым студия программы находилась в рыболовной беседке, где сидит он сам с известными рыболовами. Около ведущего на стене в правом верхнем углу висит табличка с логотипом передачи из заставки. Позже съёмки проходили в рыболовной избушке, табличка с логотипом находилась над камином.
- Последующие выпуски программы снимались в студии на Шаболовке. Дмитрий Васюков с ихтиологом и рыболовами сидит на фоне стилизованной стены с аквариумами. Позже там же был Алексей Лысенков.
- В поздних нескольких выпусках ведущий в кадре отсутствует и остаётся только его закадровый голос.

## Товарные знаки
- Товарный знак «Диалоги о рыбалке» (№ 2021718488) зарегистрирован на ООО «Телекомпания „Диалоги о рыбалке“».